# Мехьян (журнал)
«Мехьян» (з.-арм. Մեհեան — «мехьян») — недолго просуществовавший западноармянский ежемесячный литературный журнал, внёсший большой вклад в возрождение армянской литературной сцены, а также группа писателей (или литературное движение), ассоциированная с ним. Издавался в Константинополе (ныне Стамбул, Турция).

## История
В начале 1914 года Даниэл Варужан, Костан Зарян, Кегам Парсегян и Акоп Ошакан объединились для издания «Мехьяна». Инициатива, идея и средства принадлежали Костану Заряну. Позже Аарон Татурян также стал участником литературного движения вокруг «Мехьяна».
Всего вышло семь номеров журнала. Первый номер «Мехьяна» вышел в январе 1914 года. 14 декабря 1913 года в еженедельнике «Азатамарт» печатается литературный манифест «мехьянцев» за подписью Даниэла Варужана, Костана Заряна, Акопа Ошакана, Кегама Барсегяна и Аарона (Татуряна), который позже публикуется в первом номере «Мехьяна». Все пятеро являются его авторами, хотя со слов Заряна в интервью Гаро Поладяну, значительная его часть была написана им самим. Даниэл Варужан дописал и перевёл его с французского на армянский язык. Предположительно, Зарян и Варужан быстро рассорились, потому что Варужан покинул группу уже в феврале 1914 года, и впоследствии его имя в журнале не фигурирует. Акоп Ошакан в своей монографии о Варужане говорит, что «его разрыв с группой был вызван не антагонистическими эстетическими позициями, а непродуктивной чувствительностью [со стороны Варужана] и довольно раздутыми претензиями Заряна, которые Кегам Парсегян и я терпели по той простой причине, что они делали журнал живым и инновационным. Поэтому мы соглашались с позой верховного жреца, которую принял Зарян, какой бы нелепой она ни была».
В 1915 году Варужан и Парсегян были убиты в ходе геноцида армян. Ошакан под видом немецкого военного бежал в Болгарию.

## Тематика
Костан Зарян, Акоп Ошакан и Кегам Парсегян составляли редакцию журнала и писали как прозу, так и стихи в поддержку провинциального литературного движения, продвигая провинциальную литературу посредством более современного подхода.
Журнал фокусировался на литературе (в особенности, новаторским подходам к армянской литературе) и пропагандировал национальное и литературное обновление, провозгласив свою верность армяно-арийскому духу, а авторы призывали к «очищенному» армянскому языку, как средству новой литературы, в которой не должно было быть места «вредного воздействия» журналистики и политике. «Мехьянцы» превозносили доблесть и силу присущую языческим армянским царям, в противоположность христианскому подчинению.
«Мехьянцы» не проявляли особого интереса к футуристской доктрине. Даже Костан Зарян, проведший большую часть своей юности в Западной Европе и практиковавший своего рода футуристическую «агитацию», разделял это отношение. Он был близок к Назарянцу в 1911—1912 годах, но в 1914 году отношения между ними испортились после опубликованной в «Мехьяне» критической статьи Акопа Ошакана против Назарянца. В одной из статей, Зарян отказывается от футуризма в пользу литературы, лишённой каких-либо итальянских и французских влияний.

### Комментарии
1. ↑  Встречаются также написания «Мехян» и «Мегян».
2. ↑  В то время термин «арии» ещё широко использовался по отношению ко всем индоевропейцам. Кроме того, факт отдельности армянского языка от индо-иранских ещё не был окончательно консенсусным в академических кругах.